# هو یونگ سنگ
هئو یونگ سنگ (به کره‌ای:허영생 به انگلیسی: Heo Young-saeng) (زاده ۳ نوامبر ۱۹۸۶ - سئول) بازیگر، خواننده، مدل در کره جنوبی است.
وی به دلیل خواندن در گروه دابل اس ۵۰۱ شناخته شد. وی فعالیت خوانندگی را به‌طور انفرادی در می ۲۰۱۱ با آلبوم Let it go آغاز کرد و در نوامبر ۲۰۱۱ تئاتر موزیکال سه تفنگدار را بر روی صحنه برد.

## زندگینامه

### ۲۰۰۵: آغاز فعالیت
یونگ سنگ کارآموز سابق شرکت SM Entertainment که بعداً به شرکت DSP Media پیوست در ۸ جون ۲۰۰۵ به عنوان عضوی از گروه SS۵۰۱ فعالیت خود را آغاز کرد.
وی از می تا آگوست ۲۰۰۶ برنامه‌ای رادیویی SS۵۰۱'s Youngstreet را با یکی دیگر از اعضای گروه به نام پارک جونگ مین اجرا می‌کرد.
در آگوست ۲۰۰۶ یونگ سنگ به دلیل عمل جراحی حنجره مجبور شد اجرای آن برنامه را به یکی دیگر از اعضای گروه به نام کیم کیو جونگ بسپارد. در سال ۲۰۰۸ با شروع مشغله کاری دو عضو دیگر گروه، پارک جونگ مین و کیم هیون جونگ، یونگ سنگ تصمیم گرفت پروژه گروه SS۵۰۱ را با دو عضو دیگر یعنی کیم هیونگ جون و کیم کیو جونگ به مرحله اجرا در آورد.
آن‌ها آلبوم U R Man را در نوامبر ۲۰۰۸ بیرون دادند و (Because I'm Stupid) موسیقی اصلی سریال پسران برتر از گل، را اجرا نمودند این آهنگ جایزه بهترین آهنگ ماه را از سی و دومین جشنواره Cyworld Digital Music Awards دریافت کرد.

### ۲۰۱۰: ترک کمپانی DSP Media
در جون ۲۰۱۰ یونگ سنگ به همراه کیم کیو جونگ در پی عدم تمدید قرارداد با کمپانی DSP Media قرارداد جدید خود را با شرکت B۲M Entertainmen منعقد نمودند.

### ۲۰۱۱: اجرای انفرادی
طی برنامه ریزی‌های انجام شده قرار بود یونگ سنگ اولین اجرای سولوی خود را در تاریخ ۲۸ آوریل ۲۰۱۱ انجام دهد اما به دلیل آسیب دیدگی رباط دست راست وی در حین تمرین رقص این برنامه به تاریخ می‌همان سال موکول گشت.
مینی آلبوم یونگ سنگ به نام Let it go که خواننده‌های دیگری همچون کیم کیو جونگ و هیونا از گروه دخترانه ۴minute نیز در آن همکاری داشتند در ۱۲ می۲۰۱۱ منتشر شد و در همان هفته اول انتشار رتبه اول را در چارت موسیقی (Gaon

## تک آهنگ‌ها
آهنگ‌های اجرا شده به‌طور انفرادی
- ۲۰۰۷ - "Hajimete Miru Sora Datta" (はじめて見る空だった) - Kokoro
- ۲۰۰۸ - "Is It Love?" (사랑인거죠) - U R Man
- ۲۰۰۹ - "Nameless Memories" (이름없는 기억) - Solo Collection

## آلبوم‌ها
- ۱۲ می ۲۰۱۱- Let It Go - ۱st korean mini album
- ۲۲ می ۲۰۱۲- SOLO - ۲st korean min album
- ۱۹ سپتامبر ۲۰۱۲ - Over Joyed -۱st japanese mini album
- 3 جولای 2013 - Memories For You - 2nd japanese mini album
- 16 اکتبر 2013 - She - 3rd korean mini album

## موسیقی فیلم
- ۲۰۰۹ - (I Erase Tears" (눈물을 지워가) - Friend، Our Legend OST (MBC TV drama
- ۲۰۰۹ - (I Love You ... I'm Sorry" (사랑해요.. 미안해요..) - Will It Snow For Christmas? OST (SBS TV drama
- ۲۰۱۱ - (Sad Song" (슬픈 노래는) - Protect the Boss OST (SBS TV drama
- ۲۰۱۱ - (The Words On My Lips" (입술에 맺힌 말) - Fermented Family OST (jTBC TV drama

## دی وی دی
- March ۲۰۱۱ - Young Saeng & Kyu Jong: Summer and Love -Japanese edition only
- September ۲۰۱۱ - Heo Young Saeng - First Solo Story
- December ۲۰۱۱ - Young Saeng & Kyu Jong - ۲۰۱۲ Double Attraction -Limited Edition

## فیلم شناسی
- (Radio DJ - SS۵۰۱'s Youngstreet - SBS (May to ۲۱ August ۲۰۰۸
- ۲۰۰۵ - M! Countdown - Mnet

## اجرا
- ۲۰۱۱ - Seoul Tokyo Music Festival ۲۰۱۱ - Saitama Super Arena، Japan
- (۲۰۱۱ - The Three Musketeers (۳ November to ۱۸ December